# 칸주트 사르

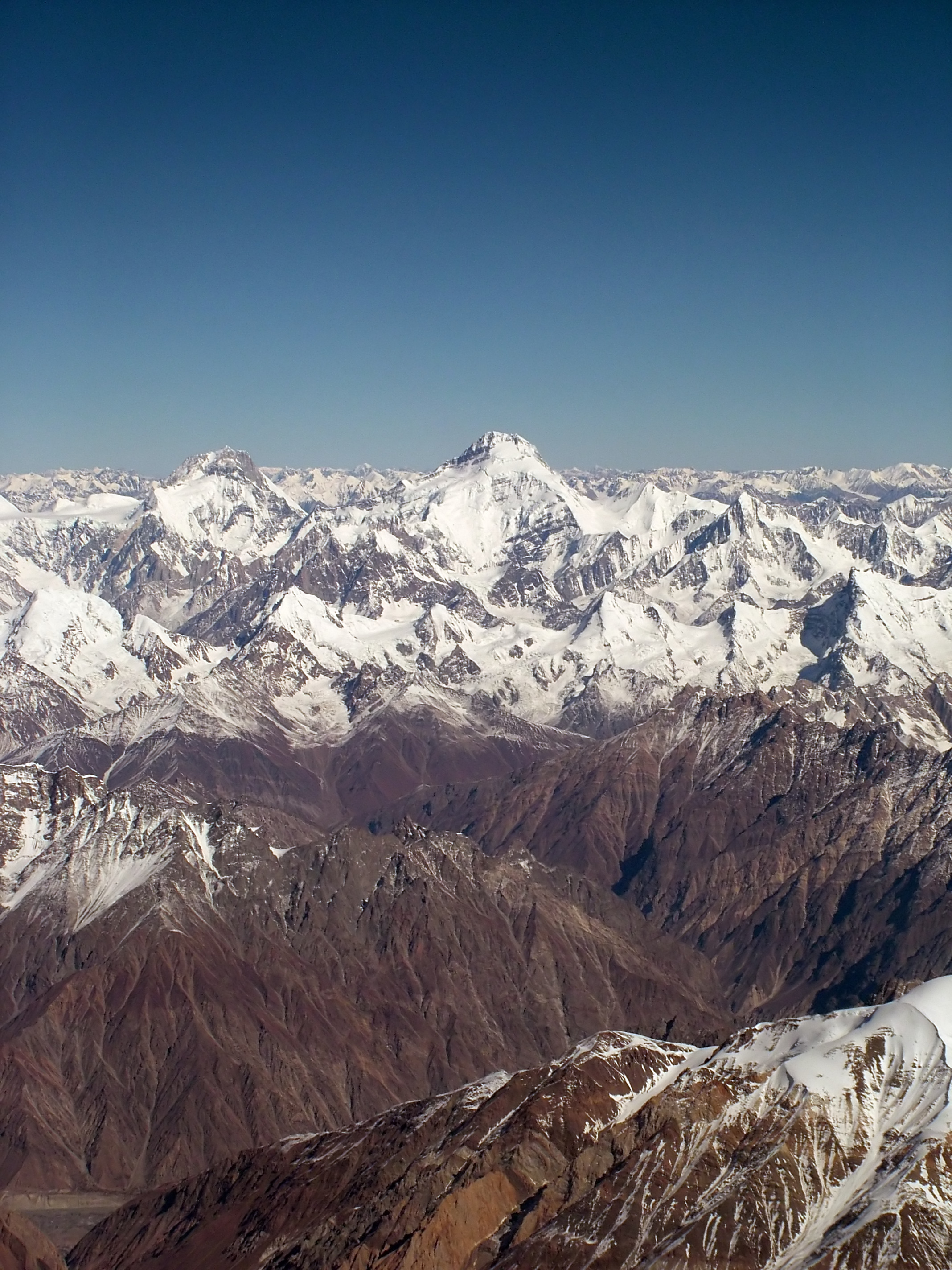

칸주트 사르(Kanjut Sar, 우르두어: کنجت سر)는 카라코람산맥의 빌리지인 심샬계곡에 위치한 산이다. 높이는 7,760미터이다. 칸주트 사르는 지구상에서 28번째로 높고 파키스탄에서 11번째로 높은 산이다. 심샬의 수많은 주민들에 따르면 칸주트 사르는 인접한 산봉오리 유크신 가르단 사르의 이름이다. 심샬 빌리지에서는 국제적으로 인식되는 이름이 아닌 원래의 명칭이 널리 받아들여져 사용된다.
칸주트 사르는 2개의 봉오리로 구성된다:
- 칸주트 사르 I: 7,760미터
- 칸주트 사르 II: 6,831미터 (칸주트 사르 I에서 남동쪽으로)

칸주트 사르 I의 첫 등반은 1959년 구이도 몬지노 주도의 이탈리아의 탐험대의 일원 Camillo Pellissier에 의해 이루어졌다. 1981년 8월 4일과 6일, 7일에 동명의 탐험대의 일본의 등반가들이 정상에 올랐다.